# بوسلی، آلپ-ماریتیم
بوسِلی (به فرانسوی: Beausoleil؛ تلفظ فرانسوی: [bosɔlɛj] اکسیتان: Bèusoleu [ˌbɛwsuˈlew] ; ت.ت. 'Beautiful Sun' خورشید زیبا) یک کمون در بخش آلپ-ماریتیم در منطقه پروانس-آلپ-کوت دازور، در جنوب شرقی فرانسه است. از جنوب با پادشاهی موناکو همسایه است. کمون بوسِلی در سال ۱۹۰۴ تأسیس شد. قرار بود به‌نام مونت کارلو سوپریور (فرانسوی: [mɔ̃t kaʁlɔ sypeʁjœʁ] ; ت.ت. 'Upper Monte Carlo' مونته کارلو بالا) خوانده شود اما پس از مدتی، این ایده در پی اعتراض مقامات مونگاسک (Monegasque) کنار گذاشته شد.
بوسلی ۵٫۴۸ کیلومتر مربع مساحت دارد.

## خواهرخوانده
شهر البا، پیدمانت در ایتالیا، خواهرخواندهٔ بوسلی است.

## جمعیت
در سال ۲۰۱۷، جمعیت بوسِلی ۱۳٬۶۰۷ نفر بوده‌است.